# سمك اوماتوكيتا

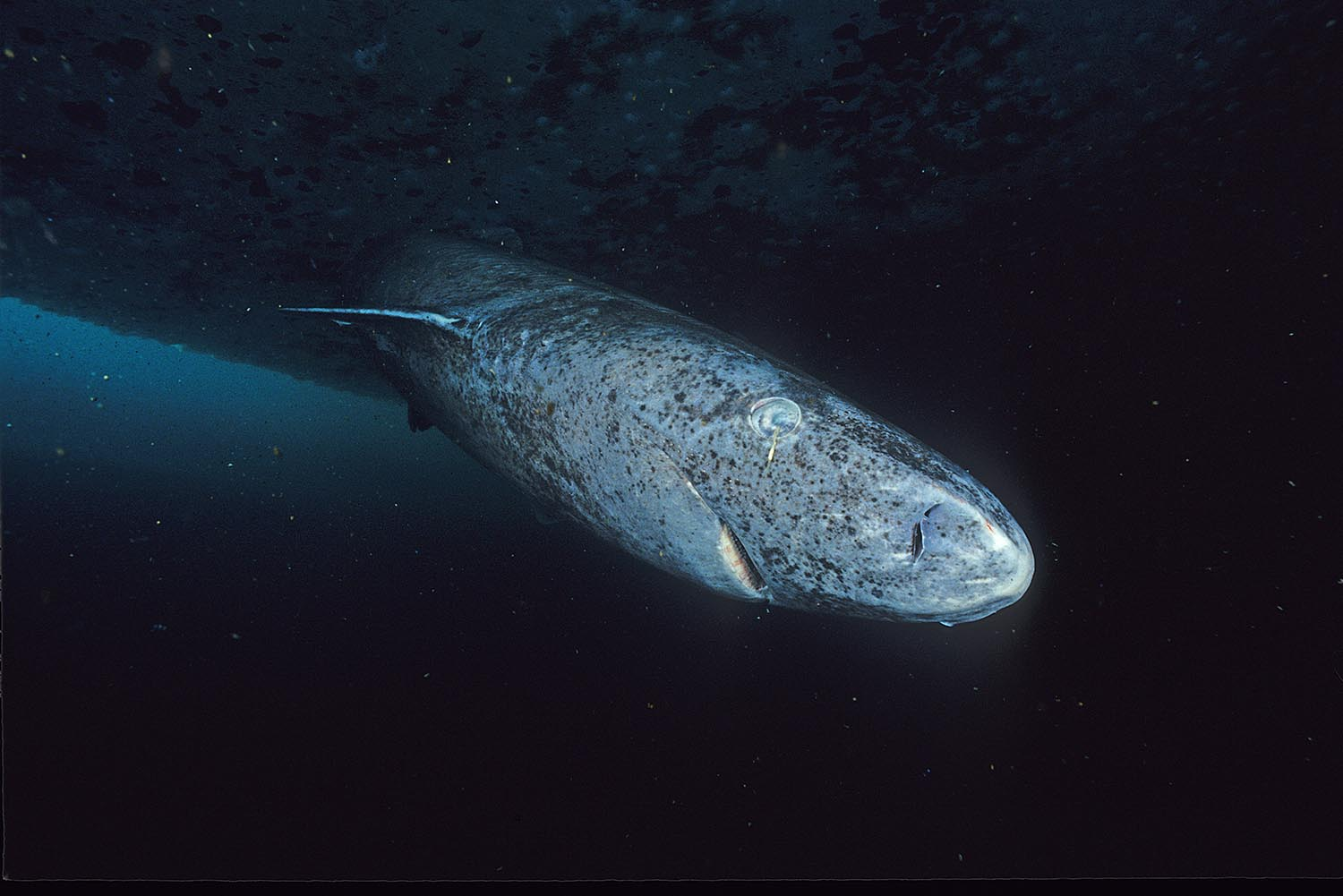
مجدافية الأرجل الطفيلية الطويلة، نوع جرينلاند.

سمكة أوماتوكيتا Ommatokoita هو جنس أحادي النمط من مجدافيات الأرجل ، النوع الوحيد يسمى Ommatokoita elongata . ومع ذلك ، عثر على عينة على جلد Etmopterus princeps ، وخٌصصت  لهذا الجنس ولكن ليس النوع.
يبلغ طول مجدافيات الأرجل الطفيلية الطويلة ذات اللون الأبيض الزهري ( أوماتوكيتا ) من 30 مـم (1.2 بوصة) ، وهي تتواجد في كثير من الأحيان مرتبطة بشكل دائم بقرنيات قرش جرينلاند وسمك القرش النائم في المحيط الهادئ ، وتستقر على عينيه. تسبب هذا السمك الطفيلي ضعفًا شديدًا في البصر لقرش جرينلاند ، ولكن يُعتقد أن أسماك القرش لا تعتمد على بصر شديد من أجل بقائها. يعتقد بأن أوماتوكيا قد تكون ذات إضاءة حيوية وبالتالي تشكل علاقة حياتية متبادلة مع سمكة القرش هذا من خلال جذب الفريسة إليه ، ولكن لم يتم التحقق من هذه الفرضية.

## أسلوب الحياة
تتطفل الإناث الناضجة جنسياً من مجذفيات الارجل (كائنات صغيرة تنتمي إلى القشريات)  واليرقات  على مقلة عين أسماك قرش جرينلاند (Somniosus microcephalus) وأسماك قرش المحيط الهادئ النائمة (Somniosus pacificus)، حيث تسبب تلفًا شديدًا في أنسجة العين يمكن أن يؤدي إلى عمى الحيوان المصاب. معدل الإصابة مرتفع بشكل غير عادي بنسبة 98.9٪  في حالة قرش جرينلاند و بنسبة  97٪ [7]  لقرش المحيط الهادئ النائمSomniosus pacificus .
لذلك فإن منطقة توزيع أوماتوكيتا إلونغاتا Ommatokoita elongata المعروفة حتى الآن تتطابق بشكل أساسي مع مناطق توزيع النوعين المضيفين. يبدو أن الاستثناء الوحيد لذلك هو مجموعة من أسماك القرش في جرينلاندتوجد  في مصب نهر سانت لورانس، حيث لم تـٌكتشف أي إصابة بـأوماتوكيتا إلونغاتا Ommatokoita elongata.
ونظراً لمعدل الإصابة المرتفع، فقد افترض البعض أن العلاقة بين أوماتوكيتا إلونغاتا والحيوانات المضيفة المصابة هي علاقة تكافلية وليست طفيلية بحتة. على وجه الخصوص، كان هناك تكهنات بأن طفيليات مجذافيات الأرجل  ذات ضيائية حيوية تحوم بحرية حول الأعين   من شأنه أن يساعد القرش على جذب الفرائس . ومع ذلك، لم تـٌكتشف ظاهرة التلألؤ الحيوي في حالة أوماتوكيتا إلونغاتا حتى الآن.

## ممثلين آخرين محتملين من جنس أوماتوكيتا
في عام 1986، تم وصف نوع من القشريات الطفيلية على عينة من سمك القرش الشوكي الأسود الكبير (Etmopterus princeps) الذي يشبه إلى حد كبير سمك القرش أوماتوكيتا إلونغاتا . ومع ذلك، لم يكن الحيوان متصلاً بعين القرش، بل بالجسم خلف الزعنفة الظهرية الثانية. علاوة على ذلك، لوحظت اختلافات من حيث شكل الجسم والحجم وكذلك في بنية الفك العلوي الأول.  ولم تكن الأدلة المتاحة كافية لتحديد نوع جديد منفصل وبالتالي لا يزال جنس أوماتوكيتا  يعتبر أحادي النمط في الوقت الحالي.

## اقرأ أيضا
- قرش جرينلاند

- لبروسية آسيوية غنمية الرأس